# Josué Vergara Blanco
Josué Vergara Blanco (Pinedo, 15 de desembre de 1977) és un compositor valencià.
De xicotet es muda a Suïssa per motius de treball de son pare, i als 10 anys va començar a estudiar al conservatori de Ginebra, on viurà fins al 1997, quan torna a València. Començà fent música jazz, pop o funk, però desil·lusionat es va especialitzar en bandes sonores. El primer treball el feu a Superherois, d'Abdelatif Hwidar, pel qual va rebre el Hollywood Music in Media Award el 2014. Durant el confinament arran de la pandèmia per Covid del 2020, va traure el disc Naked. Aconseguí la Medalla de Plata a la millor banda sonora de televisió als Global Music Awards per la sèrie Parany d'À Punt.